# Europese kampioenschappen veldlopen 2016
De 23e editie van de Europese kampioenschappen veldlopen vond op 11 december 2016 plaats in de Italiaanse plaats Chia, gelegen op het eiland Sardinië.

## Uitslagen

### Mannen Senioren
| Plaats | Atleet              | Land                | Tijd (min.s) |
| ------ | ------------------- | ------------------- | ------------ |
|        | Aras Kaya           | Turkije             | 27.39        |
|        | Polat Kemboi Arıkan | Turkije             | 27.42        |
|        | Callum Hawkins      | Verenigd Koninkrijk | 27.49        |
| 4      | Andrew Butchart     | Verenigd Koninkrijk | 28.01        |
| 5      | Andy Vernon         | Verenigd Koninkrijk | 28.11        |
| 6      | Ilias Fifa          | Spanje              | 28.19        |
| 7      | Ayad Lamdassem      | Spanje              | 28.22        |
| 8      | Adel Mechaal        | Spanje              | 28.26        |
| 9      | Marouan Razine      | Italië              | 28.27        |
| 10     | Kaan Kigen Özbilen  | Turkije             | 28.30        |

| Plaats | Land                                                                      | Punten       |
| ------ | ------------------------------------------------------------------------- | ------------ |
|        | Verenigd Koninkrijk Callum Hawkins Andrew Butchart Andy Vernon Ben Connor | 3+4+5+16=28  |
|        | Spanje Ilias Fifa Ayad Lamdassem Adel Mechaali Antonio Abadía             | 6+7+8+11=32  |
|        | Turkije Aras Kaya Polat Kemboi Arıkan Kaan Kigen Özbilen Alper Demir      | 1+2+10+25=38 |

### Vrouwen Senioren
| Plaats | Atleet                    | Land                | Tijd (min.s) |
| ------ | ------------------------- | ------------------- | ------------ |
|        | Yasemin Can               | Turkije             | 24.46        |
|        | Meryem Akda               | Turkije             | 24.56        |
|        | Karoline Bjerkeli Grøvdal | Noorwegen           | 25.26        |
| 4      | Ancuța Bobocel            | Roemenië            | 25.27        |
| 5      | Fionnuala McCormack       | Ierland             | 25.28        |
| 6      | Stephanie Twell           | Verenigd Koninkrijk | 25.40        |
| 7      | Trihas Gebre              | Spanje              | 25.41        |
| 8      | Fabienne Schlumpf         | Zwitserland         | 25.46        |
| 9      | Liv Westphal              | Frankrijk           | 25.47        |
| 10     | Elizeba Cherono           | Nederland           | 25.57        |

| Plaats | Land                                                                          | Punten        |
| ------ | ----------------------------------------------------------------------------- | ------------- |
|        | Turkije Yasemin Can Meryem Akda Özlem Kaya Sevilay Eytemis                    | 1+2+13+19=35  |
|        | Verenigd Koninkrijk Stephanie Twell Gemma Steel Katrina Wootton Pippa Woolven | 6+12+16+17=51 |
|        | Roemenië Ancuța Bobocel Roxana Bârcă Cristina Negru Claudia Paula Todoran     | 4+11+27+37=79 |

### Mannen onder 23
| Plaats | Atleet              | Land                | Tijd (min.s) |
| ------ | ------------------- | ------------------- | ------------ |
|        | Isaac Kimeli        | België              | 22.48        |
|        | Carlos Mayo         | Spanje              | 22.53        |
|        | Yemaneberhan Crippa | Italië              | 22.54        |
| 4      | Amanal Petros       | Duitsland           | 23.01        |
| 5      | Jonny Davies        | Verenigd Koninkrijk | 23.01        |
| 6      | Napoleon Solomon    | Zweden              | 23.03        |
| 7      | Jesus Ramon         | Spanje              | 23.08        |
| 8      | Simon Debognies     | België              | 23.14        |
| 9      | Samuele Dini        | Italië              | 23.15        |
| 10     | Dieter Kersten      | België              | 23.16        |

| Plaats | Land                                                                | Punten        |
| ------ | ------------------------------------------------------------------- | ------------- |
|        | Italië Yemaneberhan Crippa Samuele Dini Said Ettaqy Lorenzo Dini    | 3+9+11+12=35  |
|        | België Isaac Kimeli Simon Debognies Dieter Kersten Steven Casteele  | 1+8+10+34=53  |
|        | Verenigd Koninkrijk Jonny Davies Alex George Ellis Cross Alex Short | 5+13+15+25=58 |

### Vrouwen onder 23
| Plaats | Atleet              | Land                | Tijd (min.s) |
| ------ | ------------------- | ------------------- | ------------ |
|        | Sofia Ennaoui       | Polen               | 19.21        |
|        | Anna Gehring        | Duitsland           | 19.24        |
|        | Alice Wright        | Verenigd Koninkrijk | 19.42        |
| 4      | Charlotte Taylor    | Verenigd Koninkrijk | 19.44        |
| 5      | Katarzyna Rutkowska | Polen               | 19.49        |
| 6      | Caterina Granz      | Duitsland           | 19.50        |
| 7      | Rebecca Murray      | Verenigd Koninkrijk | 19.52        |
| 8      | Viktoriya Kalyuzhna | Oekraïne            | 19.54        |
| 9      | Carolin Kirtzel     | Duitsland           | 19.54        |
| 10     | Christine Santi     | Italië              | 19.59        |

| Plaats | Land                                                                          | Punten         |
| ------ | ----------------------------------------------------------------------------- | -------------- |
|        | Verenigd Koninkrijk Alice Wright Charlotte Taylor Rebecca Murray Jessica Judd | 3+4+7+12=26    |
|        | Duitsland Anna Gehring Caterina Granz Carolin Kirtzel Maya Rehberg            | 2+6+9+16=33    |
|        | Italië Christine Santi Silvia Oggioni Roberta Ciappini Costanza Martinetti    | 10+14+19+24=67 |

### Mannen Junioren
| Plaats | Atleet                     | Land                | Tijd (min.s) |
| ------ | -------------------------- | ------------------- | ------------ |
|        | Jakob Ingebrigtsen         | Noorwegen           | 17.06        |
|        | Yohanes Chiappinelli       | Italië              | 17.14        |
|        | Mahamed Mahamed            | Verenigd Koninkrijk | 17.16        |
| 4      | Jimmy Gressier             | Frankrijk           | 17.19        |
| 5      | Mohammed-Amine El Bouajaji | Frankrijk           | 17.20        |
| 6      | Jack O'Leary               | Ierland             | 17.21        |
| 7      | Hugo Hay                   | Frankrijk           | 17.30        |
| 8      | Adrian Ben                 | Spanje              | 17.30        |
| 9      | Miguel González            | Spanje              | 17.34        |
| 10     | Abderrazak Charik          | Frankrijk           | 17.34        |

| Plaats | Land                                                                          | Punten        |
| ------ | ----------------------------------------------------------------------------- | ------------- |
|        | Frankrijk Jimmy Gressier Mohamed-Amine El Bouajaji Hugo Hay Abderrazak Charik | 4+5+7+10=26   |
|        | Spanje Adrian Ben Miguel González Jordi Terrents Annasse Mahboub El Hamdouini | 8+9+12+13=42  |
|        | Verenigd Koninkrijk Mahamed Mahamed Alexander Yee Josh Kerr Paulos Surafel    | 3+11+14+15=43 |

### Vrouwen Junioren
| Plaats | Atleet                  | Land                | Tijd (min.s) |
| ------ | ----------------------- | ------------------- | ------------ |
|        | Konstanze Klosterhalfen | Duitsland           | 12.26        |
|        | Anna Emilie Møller      | Denemarken          | 12.43        |
|        | Harriet Knowles-Jones   | Verenigd Koninkrijk | 12.52        |
| 4      | Alina Reh               | Duitsland           | 12.53        |
| 5      | Jasmijn Lau             | Nederland           | 12.57        |
| 6      | Delia Sclabas           | Zwitserland         | 12.58        |
| 7      | Lucia Rodríguez         | Spanje              | 13.06        |
| 8      | Cécile Lejeune          | Frankrijk           | 13.12        |
| 9      | Amelia Quirk            | Verenigd Koninkrijk | 13.12        |
| 10     | Victoria Weir           | Verenigd Koninkrijk | 13.16        |

| Plaats | Land                                                                                | Punten        |
| ------ | ----------------------------------------------------------------------------------- | ------------- |
|        | Verenigd Koninkrijk Harriet Knowles-Jones Amelia Quirk Victoria Weir Gemma Holloway | 3+9+10+11=33  |
|        | Duitsland Konstanze Klosterhalfen Alina Reh Lisa Oed Miriam Dattke                  | 1+4+18+34=57  |
|        | Nederland Jasmijn Lau Veerle Bakker Merel van der Marel Jasmijn Bakker              | 5+13+23+30=71 |